# Cruces y Carmona
Cruces y Carmona är en ort i Mexiko.   Den ligger i kommunen Mexquitic de Carmona och delstaten San Luis Potosí, i den centrala delen av landet, 400 km nordväst om huvudstaden Mexico City. Cruces y Carmona ligger 2 059 meter över havet och antalet invånare är 318.
Terrängen runt Cruces y Carmona är kuperad västerut, men österut är den platt. Runt Cruces y Carmona är det tätbefolkat, med 308 invånare per kvadratkilometer. Närmaste större samhälle är San Luis Potosí, 16,4 km sydost om Cruces y Carmona. Omgivningarna runt Cruces y Carmona är i huvudsak ett öppet busklandskap.